# Річард Гаммонд
Річард Марк Гаммонд (англ. Richard Mark Hammond; нар. 19 грудня 1969 року, Бірмінгем, Велика Британія) — англійський телеведучий, найвідоміший за телепередачею «Top Gear», котру він вів з Джеймсом Меєм і Джеремі Кларксоном з 2002 до 2015 року. Має щотижневу колонку «Motoring» у журналі «The Daily Mirror», яка публікується щоп'ятниці.

## Біографія
Річард Гаммонд родом з Ширлі, в середині 1980-х років він переїхав зі своєю сім'єю (мати Ейлін, батько Алан, брати Ендрю і Ніколас) до міста Ріпон у Північному Йоркширі, де його батько мав нотаріальну контору. Будучи учнем Solihull School, він перейшов до Ripon Grammar School, а з 1987 до 1989 року відвідував Harrogate College of Art and Technology. Після закінчення інституту працював на декількох радіостанціях, зокрема: радіо Клівленд, Радіо-Йорк, Радіо Кумбрія, Радфо Лідс, Ньюкасл Радіо і Радіо Ланкашир, перед роботою на Top Gear.

### Top Gear
Річард Гаммонд став ведучим «Top Gear» 2002 року, коли шоу отримало новий формат. Іноді ведучі «Top Gear» та фанати називали його «Hamster» (укр. хом'як). Пізніше він двічі підтверджував це. В одному з випусків сьомого сезону Річард з'їв картонну табличку, імітуючи міміку і поведінку хом'яка. Під час зйомок однієї з серій «Top Gear» Гаммонд знайшов у Marcos TSO GT2 комплект для відбілювання зубів і за порадою Джеремі Кларксона, випробував його на собі. Його зуби стали білосніжними, Джеремі Кларксон потім часто з нього кепкував.
У першій серії 9 сезону, 28 січня 2007 року після аварії на високій швидкості, Гаммонд повернувся як герой. Для привітання у студії розмістили табличку «Ласкаво просимо», біля нього танцювали напівоголені дівчата, а сам він спускався зі східців під гучні оплески та феєрверк. У шоу показали момент аварії і газетні статті. Гаммонд попросив більше ніколи не згадувати про аварію, але Кларксон декілька разів згадував про цей нещасний випадок. Він сказав своїм колегам: «Єдина різниця між мною теперішнім і до аварії — це те, що я тепер люблю селеру».
2015 року Гаммонд покинув шоу разом зі своїми колегами Джеремі Кларксоном та Джеймсом Меєм через непорозуміння з продюсером шоу.

#### Автомобільна аварія на драгстері
20 вересня 2006 року Гаммонд дістав серйозні травми в автомобільній аварії на зйомках для передачі «Top Gear» на колишньому аеродромі Королівських ВПС біля Йорка. Він керував автомобілем Vampire на реактивній тязі, який теоретично здатний розганятися до 500,5 км/год (311 миль/год).
З деяких джерел відомо, що він не намагався побити Британський рекорд швидкості на суходолі, але ці заяви зробив власник 'Event Fire Services', яку було найнято для гарантування безпеки, тож їхню правдивість можна піддати сумнівам. У момент аварії Річард їхав зі швидкістю 464 км/год (288 миль/год). Поліція Північного Йоркширу заявила, що вони «отримали повідомлення від пожежної служби, що чоловіка затиснуто в перевернутій гоночній машині, яка їхала по аеродрому». Гаммонда було доставлено гелікоптером до лікарні Лідса, де його обстежили. Лікарі оцінили його стан як «серйозний, але стабільний».

### The Grand Tour

#### Аварія на зйомках в Швейцарії
10 червня 2017 року Річард Гаммонд потрапив до лікарні після аварії, яка трапилася на зйомках другого сезону The Grand Tour в Швейцарії. Річард знаходився за кермом електричного спорткара Rimac Concept One і виконував підйом на пагорб Climb Hemburg Hill, на повороті автомобіль з невідомих причин занесло і він вилетів за межі траси. Після аварії Гаммонд був при тямі та зміг самотужки вибратися з автомобіля перед тим, як той спалахнув. Його доставили повітряною швидкою допомогою до лікарні міста Санкт-Галлен. В результаті аварії Гаммонд отримав перелом лівого коліна. Наразі ведеться розслідування причин аварії.

## Особисте життя
Гаммонд одружений з 2002 року і має двох доньок: Ізабеллу і Віллоу. Родина мешкає в Херефордширі і має апартаменти в Лондоні. У них є троє коней, чотири собаки, дві кішки, кролик, декілька кур і овець.

## Цікаві факти
Річард Гаммонд відомий як фанат Porsche, особливо Porsche 911. Його Porsche 911 з лівим кермом неодноразово з'являвся у студії «Top Gear».

## Телебачення
| Рік     | Назва                                     | Статус                    |
| ------- | ----------------------------------------- | ------------------------- |
| 1998    | Motorweek (Men & Motors TV series)        | Ведучий                   |
| 2002-15 | Top Gear                                  | Ведучий                   |
| 2002-06 | Brainiac: Science Abuse                   | Ведучий                   |
| 2004-05 | Crufts                                    | Ведучий                   |
| 2004-05 | Should I Worry About...?                  | Ведучий                   |
| 2005    | The Gunpowder Plot: Exploding The Legend  | Ведучий                   |
| 2005    | Time Commanders                           | Ведучий                   |
| 2005    | Inside Britain's Fattest Man              | Ведучий                   |
| 2006    | Richard Hammond's 5 O'Clock Show          | Ведучий                   |
| 2006    | Petrolheads                               | Учасник змагань           |
| 2006    | School's Out                              | Учасник змагань           |
| 2006    | Richard Hammond: Would You Believe It?    | Ведучий                   |
| 2006    | Richard Hammond: The Holy Grail           | Ведучий                   |
| 2006    | Battle of the Geeks                       | Ведучий                   |
| 2007    | Last Man Standing                         | Оповідач                  |
| 2007    | Helicopter Heroes                         | Оповідач                  |
| 2007    | Richard Hammond Meets Evel Knievel        | Ведучий                   |
| 2008    | BBC Timewatch                             | Оповідач                  |
| 2008    | Sport Relief                              | Ведучий                   |
| 2009    | Richard Hammond's Blast Lab               | Ведучий                   |
| 2009-12 | Total Wipeout                             | Разом з Аманда Байром     |
| 2009-12 | Richard Hammond's Engineering Connections | Ведучий                   |
| 2010    | Richard Hammond's Invisible Worlds        | Ведучий                   |
| 2010    | Sport Relief 2010                         | Разом з Клауді Вінклманом |
| 2010    | Hammond Meets Moss                        | Ведучий                   |
| 2014-15 | Science of Stupid                         | Ведучий                   |
| 2016-24 | The Grand Tour                            | Ведучий                   |

## Книги

#### Авто тематика
- Hammond, Richard (13 жовтня 2005). What Not To Drive. Weidenfeld & Nicolson. с. 276 pages. ISBN 978-0297848004.
- Hammond, Richard (5 жовтня 2006). Richard Hammond's Car Confidential. Weidenfeld & Nicolson. с. 144 pages. ISBN 978-0297844457.
- Hammond, Richard (28 травня 2009). A Short History Of Caravans In The UK. Weidenfeld & Nicolson. с. 144 pages. ISBN 978-0297844464.
- Hammond, Richard (20 травня 2010). Richard Hammond's Caravan Confidential. Weidenfeld & Nicolson. с. 144 pages. ISBN 978-0753826713.

#### Дитячі
- Hammond, Richard (29 червня 2006). Can You Feel the Force?: Putting the Fizz Back into Physics. Dorling Kindersley Publishers. с. 96 pages. ISBN 978-1405315432.
- Hammond, Richard (2 червня 2008). Car Science (Hardback). Dorling Kindersley Publishers. с. 96 pages. ISBN 978-1405332002.
- Hammond, Richard (1 вересня 2008). Car Science (Paperback). Dorling Kindersley Publishers. с. 96 pages. ISBN 978-0756640262.

#### Біографічні
- Hammond, Richard (20 вересня 2007). On The Edge: My Story (Hardback). Weidenfeld & Nicolson. с. 308 pages. ISBN 978-0297853275.
- Hammond, Richard (29 травня 2008). On The Edge: My Story (Paperback). Phoenix. с. 308 pages. ISBN 978-0753824047.
- Hammond, Richard (7 серпня 2008). On The Edge: My Story (Abridged). Phoenix. с. 256 pages. ISBN 978-0753823309.
- Hammond, Richard (18 вересня 2008). As You Do: Adventures With Evel, Oliver And The Vice President Of Botswana (Hardback). Orion Publishing Co. с. 268 pages. arXiv:& Nicolson Weidenfeld & Nicolson. ISBN 978-0297855200. {{cite book}}: Перевірте значення |arxiv= (довідка)
- Hammond, Richard (28 травня 2009). As You Do: Adventures With Evel, Oliver And The Vice-President Of Botswana (Paperback). Orion Publishing Co. с. 314 pages. arXiv:& Nicolson Weidenfeld & Nicolson. ISBN 978-0753825624. {{cite book}}: Перевірте значення |arxiv= (довідка)
- Hammond, Richard (1 жовтня 2009). Or Is That Just Me? (Hardback). Phoenix. с. 256 pages. ISBN 978-0297855217.
- Hammond, Richard (20 травня 2010). Or Is That Just Me? (Paperback). Phoenix. с. 352 pages. ISBN 978-0753825624.

### DVD
1. Top Gear Річард Гаммонд Інтерактивна вікторина, Виклик (2007, 2|Entertain).
2. Top Gear Річард Гаммонд Інтерактивна вікторина, Виклик, трюки (2008, 2|Entertain).
3. Top Gear Річард Гаммонд Відкриття: Спеціальний DVD (2009, 2|Entertain).
4. Top Gear Апокаліпсис (2010)
5. Річард Гаммонд: Топ Гір Без купюр (2011)
6. Top Gear: The Perfect Road Trip (2013) — разом з Джеремі Кларксоном
7. Top Gear: The Perfect Road Trip 2 (2014) — разом з Джеремі Кларксоном

### Теле реклама
1. Morrisons (2008)
2. Morrisons (Christmas 2008)
3. Morrisons (2009)
4. Morrisons (Christmas 2009)
5. Top Gear Turbo Challenge Trading Cards Test Set (2009)
6. Top Gear Turbo Challenge Trading Cards (2010)
7. Top Gear Interactive Challenge DVD (2007)
8. Top Gear Interactive Stunt Challenge DVD (2009)
9. Top Gear Uncovered DVD (2009)
10. Top Gear [Re-Runs On Dave] (2009)
11. Telecom XT network NZ (2009)